# Companhia (unidade militar)

Símbolo tático de uma companhia de infantaria (padrão da OTAN).

Uma companhia é um tipo de unidade militar, composta por entre 60 e 250 militares e tradicionalmente comandada por um capitão.
Normalmente, está dividida em dois ou mais pelotões, com várias companhias a formarem um batalhão. Tipicamente, a companhia é a menor unidade de um exército a dispor de autonomia administrativa e logística. Tradicionalmente, o sargento mais graduado de uma companhia é designado "primeiro-sargento", sendo responsável pelos seus serviços administrativos.
Como, no passado, era comum cada companhia usar uma bandeira privativa como distintivo de unidade, por analogia, a companhia em si era também designada "bandeira".
Tradicionalmente, algumas armas e serviços de um exército, as unidades equivalentes à companhia têm outras designações como "esquadrão" ou "tropa" na cavalaria, "bateria" na artilharia, "esquadrilha" na aviação e "coluna" no serviço de transportes.

## História
A companhia apareceu nas milícias europeias da Idade Média, como uma unidade militar de tamanho indefinido, que podia agrupar soldados a pé, cavaleiros ou um misto de uns e outros. A companhia podia incluir de uma centena a mais de um milhar de homens de armas. A organização em companhias foi especialmente adoptada pelas tropas mercenárias, que se organizam como autênticas companhias comerciais que colocavam os seus serviços à disposição de quem as contratasse. O comandante de cada companhia era já designado por "capitão", no sentido de "chefe". Tipicamente, cada companhia usa uma bandeira privativa como distintivo, sendo comum, por analogia, usar o termo "bandeira" para se referir à própria companhia.
No Renascimento, a companhia torna-se uma unidade militar mais permanente e estruturada. Na organização militar em vigor na Península Ibérica e na Itália, cada companhia inclui cerca de 250 homens, divididos em 10 esquadras de 25 efetivos. A companhia é comandada por um capitão, coadjuvado por um alferes, um sargento e vários funcionários administrativos e músicos. Cada esquadra é comandada por um cabo. Ao alferes, além de lhe competir transportar a bandeira da companhia, exerce a função de segundo comandante da mesma. Organizações semelhantes a esta são adoptadas, genericamente, por toda a Europa.
Em meados do século XVI, em diversos países, as companhias começam a ser agrupadas em unidades militares - táticas e administrativas - de maior dimensão, designadas "terços" nos países ibéricos e "regimentos" na maioria dos restantes países europeus. Cada regimento ou terço incluía cerca de 10 companhias, das quais a maioria de piqueiros e as restantes de arcabuzeiros. Os arcabuzeiros irão progressivamente sendo substituídos por mosqueteiros e as companhias formadas por estes irão aumentar em detrimento das companhias de piqueiros.
A cavalaria também é organizada em companhias, As companhias de cavalaria eram igualmente designadas "tropas". Nos exércitos do século XVII, tipicamente existem companhias de cavalaria ligeira (carabineiros, cavalos ligeiros e arcabuzeiros a cavalo) e de cavalaria pesada (couraceiros). Além disso, existem companhias de dragões, muitas vezes não consideradas como parte da cavalaria, uma vez que atuavam como infantaria montada. As companhias de cavalaria são também agrupadas em troços ou regimentos. Tipicamente, os regimentos de cavalaria passarão a incluir quatro esquadrões, cada um agrupando duas companhias.
Na infantaria do final do século XVII, as companhias de piqueiros e de mosqueteiros são substituídas por companhias de fuzileiros, armados com espingardas de pederneira com baionetas. Paralelamente, são criadas companhias de granadeiros, cuja função inicial é a de protegerem os flancos das formações de infantaria, defendendo-os através do lançamento de granadas de mão. Os coronéis de cada regimento, tipicamente acumulam essa função com o comando de uma das companhias, chamada de "companhia do coronel". Conforme a organização dos exércitos, os seus regimentos podem também ter uma "companhia do tenente-coronel" e uma "companhia do major" ou do "sargento-mor".
No século XVIII, os regimentos de infantaria da maioria dos exércitos tipicamente incluem dois tipos de companhias: as do centro e as de flanco. As primeiras, também chamadas "companhias de batalhão" ou de "linha", são as de fuzileiros, que ocupam o centro das formações dos batalhões. As segundas, também chamadas "companhias graduadas" ou de "elite", são as de granadeiros, que tradicionalmente se colocavam nos flancos das formações de combate e que são agora consideradas a elite do regimento, perdendo a função original de lançar granadas. A companhia deixa de ser empregue como unidade tática, passando a ser meramente administrativa. Taticamente, a infantaria organiza-se em batalhões, subdivididos em divisões e estas em pelotões. Em combate, o pessoal das companhias é distribuídos pelos vários pelotões do batalhão. A partir de meados do século XVIII, vários exércitos introduzem também companhias de infantaria ligeira nos seus regimentos, com a função de atuarem com exploradores e flanqueadores. Estas companhias também serão consideradas de elite e incluídas, com os granadeiros, no grupo das companhias de flanco. Conforme o exército, as companhias de infantaria ligeira são designadas "de caçadores", "de atiradores", etc.
Até ao século XIX, genericamente, todas as armas dos exércitos incluem a companhia na sua organização. Durante este século, no entanto, algumas armas irão adoptar designações especiais para as suas unidades equivalentes à companhia. A primeira é a artilharia, cujas companhias irão passar a ser designadas como "batarias". A outra será a cavalaria, cujas companhias passarão a ser designadas "esquadrões" na maioria dos exércitos.

## Companhias por países

### Brasil
Na infantaria do Exército Brasileiro, uma companhia (Cia) de fuzileiros é formada por três ou quatro pelotões de fuzileiros, mais um pelotão de comando e outro de apoio. Além do armamento empregado pelos pelotões, cada companhia contará com um pelotão de Apoio com duas seções, uma armada com morteiros e outra com emprego anticarro com canhões sem recuo Carl Gustav M2. Podemos ainda incluir nesta seção o emprego do ninho de metralhadoras, equipadas com .50 ou .30.
É relevante acrescentar que a formação básica do pelotão é o (GC) Grupo de combate, formado por nove (9) integrantes, a saber: Sgt comandante do GC, geralmente um 3.º SGT, a seguir o cabo, comandante da 1.º esquadra, o qual por ser mais antigo também poderá ser posicionado como sub-comadante do GC. 1.º atirador, 1.º atirador/remuniciador e 1.º observador. Cabo comandante da 2.ª esquadra, 2.º atirador, 2.º atirador/remuniciador e 2 observador. o Pelotão será comandado por um Tenente mais sua seção de comando e será formado por três (3) (GC's). Na sequência três (3) Pelotões (Pel.) formam uma Companhia (Cia.). (Manual do Reservista)
Três companhias mais uma companhia de comando e apoio formam um batalhão (Btl).
Na cavalaria as subunidades equivalentes à companhia são, respetivamente, o "esquadrão" (Esqd) que podem ser de fuzileiros, carros de combate ou blindados.
Na artilharia a unidade equivalente é a bateria (Bia).
Nas Polícias Militares e Corpos de Bombeiros Militares, as companhias são as primeiras divisões dos batalhões, e podem ser formadas por pelotões e destacamentos, ou serem unitárias, sem subunidades ou destacamentos subalternos, podendo ser destacadas da sede da unidade ou mesmo situarem-se na sede desta.

### Estados Unidos
No Exército dos EUA, as companhias de infantaria são normalmente compostas por três pelotões de atiradores e por um pelotão de armas pesadas. As companhias de carros de combate são compostas por três pelotões de carros e por um elemento de comando. Cada companhia é normalmente comandada por um capitão. Por tradição, a unidade de artilharia correspondente à companhia é designada "bataria". Igualmente, é usado o termo "tropa" nas unidades tradicionalmente associadas à cavalaria, incluindo as de cavalaria blindada e as de cavalaria aérea.
As companhias incorporadas em batalhões são identificadas por uma letra. As letras são normalmente pronunciadas usando o alfabeto fonético da OTAN (ex.: "Companhia ALFA", "Companhia BRAVO", etc.). As companhias independentes são identificadas por um número.

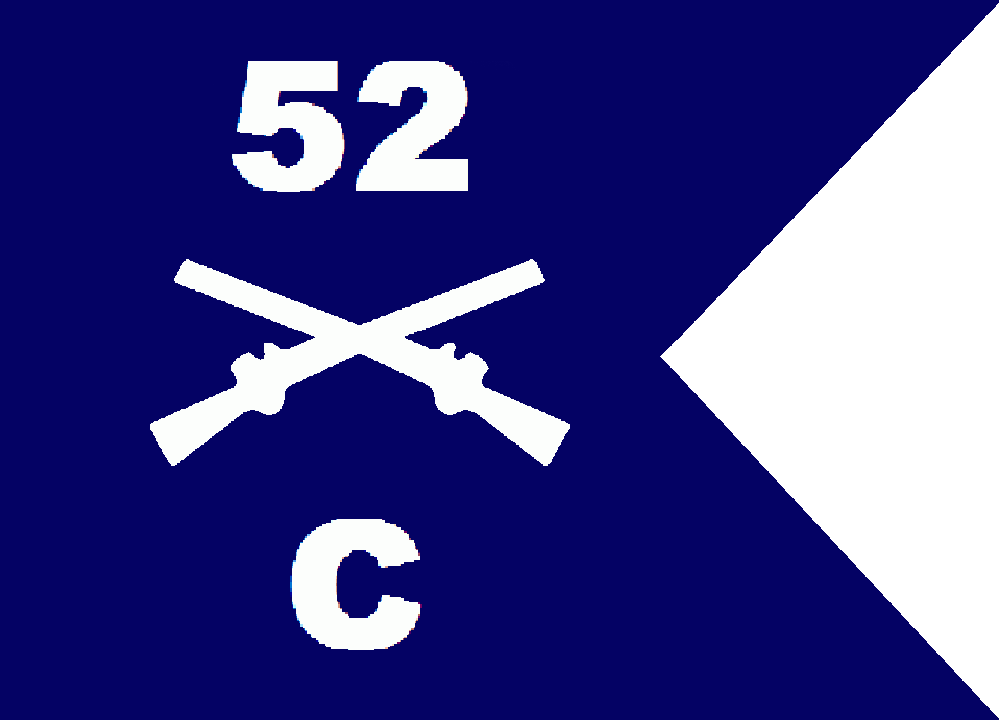
Guião de uma companhia do Exército dos EUA (Companhia C do 52.º Regimento de Infantaria).

As companhias consistem normalmente em entre quatro a seis pelotões — cada um comandado por um tenente — apesar de existirem companhias de serviços com sete ou mais pelotões. Por exemplo uma companhia de serviço de terminal de transportes, normalmente, tem dois pelotões de navio, um pelotão de costa, um pelotão de documentação, um pelotão de manutenção e um pelotão de comando. Estes pelotões são comandados por tenentes, sendo a companhia comandada por um major. 
Apesar de, tipicamente, as companhias serem comandadas por capitães, algumas unidades especializadas são comandadas por majores, tendo os seus pelotões comandados por capitães. Exemplos destas, são as companhias de aviação e de forças especiais. Isto acontece devido aos pelotões terem capacidades operacionais especiais que implicam que o seu comandante tenha mais experiência que um simples tenente. 
O sargento mais graduado de uma companhia é designado "primeiro-sargento". Qualquer sargento que ocupe essa posição é assim designado, mesmo que não tenha o posto de primeiro-sargento.
As companhias de atiradores (rifle companies) do Corpo de Marines dos EUA são compostas por três pelotões de atiradores, um pelotão de armas, um capitão, um primeiro-tenente (oficial executivo), um primeiro-sargento, um sargento de logística (Gunnery Sergeant), um sargento de instrução, um sargento de polícia, um amanuense administrativo e quatro socorristas da Marinha dos EUA.

### Portugal
Em Portugal, a constituição de companhias como unidades militares permanentes, data do início do século XVI. Por essa altura existiam companhias de arcabuzeiros e de piqueiros, algumas delas sendo enviadas para combater na Índia. A organização mais estruturada das companhias ocorreu, no entanto, na sequência da publicação do Regimento dos Capitães-Mores no reinado de D. Sebastião I, que organizava as Ordenanças do Reino. Cada companhia de ordenanças seria constituída por 250 homens, com dez esquadras, um capitão, um alferes, um sargento, um meirinho, um escrivão e dez cabos. Cada uma destas companhias teria uma bandeira, sendo, por isso, as próprias companhias referidas como "bandeiras".
Atualmente, com excepção da artilharia e da cavalaria, todas as armas e serviços do Exército Português, usam a companhia nas suas organizações. 
A infantaria organiza-se em companhias de atiradores (CAt). Cada companhia é comandada por um capitão e inclui três pelotões de atiradores e um pelotão de apoio de combate. As companhias de atiradores podem ser motorizadas, mecanizadas ou de páraquedistas. Três companhias de atiradores, mais uma companhia de comando e serviços e uma companhia de apoio de combate constituem um batalhão de infantaria. Tradicionalmente, o sargento mais graduado da companhia tinha o posto de primeiro-sargento. Hoje em dia, no entanto, o sargento mais graduado da companhia é o adjunto de comando com o posto de sargento-ajudante.
Cada companhia é identificada, dentro do seu batalhão, por um ordinal (ex.: 1.ª CAt, 2.ª CAt, etc.). Ocasionalmente, as companhias são referidas por um número cujos primeiros algarismos correspondem ao número do batalhão e o último ao ordinal da companhia dentro daquele (ex.: a CAt n.º 21 corresponderia à 1.ª CAt do 2.º Batalhão de Infantaria). Cada companhia tem direito ao uso de uma flâmula como bandeira heráldica.
As companhias de Comandos têm uma organização diferente, incluindo cinco grupos de combate.
Durante a Guerra do Ultramar, as companhias de caçadores — treinadas e equipadas para atuarem como infantaria ligeira — constituíram as principais unidades de combate do Exército Português. Cada companhia de caçadores organizava-se em quatro grupos de combate. Além disso incluía uma formação de comando alargada — com elementos de administração, transmissões, saúde, transportes e material — que lhe permitia atuar isolada com grande autonomia. A companhia de caçadores era a unidade básica do sistema de quadrícula, cada uma sendo responsável por uma zona de ação específica. Várias companhias de caçadores e as suas respetivas zonas de ação, estavam, normalmente, sob o comando de um batalhão. Nalguns regimentos de artilharia e de cavalaria foram constituídas companhias do tipo caçadores para atuarem como infantaria ligeira. Estas, no entanto, eram designadas "companhias de artilharia" e "companhias de cavalaria" ainda que estivessem treinadas, equipadas e organizadas como as companhias de caçadores. As companhias de caçadores eram designadas por um número de uma sequência numérica onde se incluíam os números de todas as unidades mobilizadas, pela ordem em que foram constituídas. 
Além das companhias de infantaria, em outras armas e serviços do Exército Português existem vários tipos de companhias como de engenharia, de pontes, de defesa NBQ (nuclear, biológica e química), de CIMIC (cooperação civil-militar), de transmissões, de guerra eletrónica, de reabastecimento e serviços, de transportes e de manutenção.
O Corpo de Fuzileiros da Marinha Portuguesa inclui companhias de fuzileiros, comandadas por primeiros-tenentes e organizadas como as companhias de atiradores do Exército.

### Reino Unido

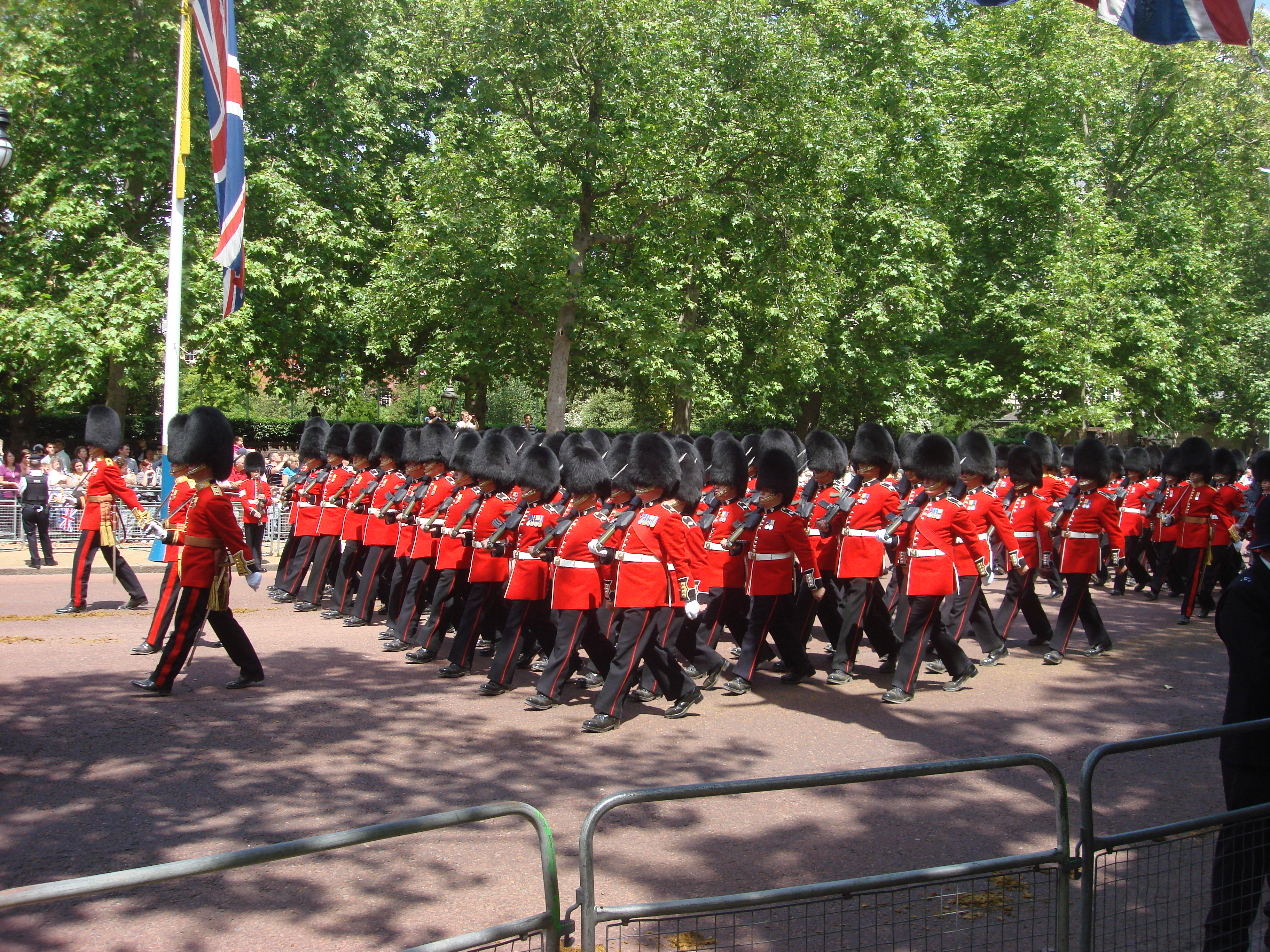
Companhia de guardas granadeiros do Exército Britânico.

No Exército Britânico, a infantaria organiza-se em companhias de atiradores (rifle companies) compostas por três pelotões e um comando de companhia. Cada batalhão de infantaria é normalmente composto por três companhias de atiradores, uma companhia de comando e uma companhia de apoio à manobra. As companhias da maioria dos batalhões são identificadas por letras (ex.: "Companhia A", "Companhia B", etc.). No entanto, em alguns regimentos, as companhias são identificadas por designações históricas como nomes de batalhas ou outras designações tradicionais (ex.: "Companhia Somme", "Companhia da Rainha", etc.).
As companhias são normalmente comandadas por um major, tendo um capitão ou tenente como segundo comandante. O comando da companhia inclui também um sargento-mor e um sargento-quartel-mestre de companhia.
No Exército, além da infantaria, a companhia também faz parte da organização do Corpo de Inteligência, do Real Corpo Médico do Exército, da Real Polícia Militar e dos Reais Engenheiros Elétricos e Mecânicos. Cada uma destas companhias é identificada por um número único em todo o corpo a que pertence. Os Royal Marines também estão organizados em companhias, sendo cada uma destas identificada por uma letra única em todo o corpo. 
A unidade equivalente à companhia na artilharia é designada "bataria". Nas restantes armas e corpos do Exército, a unidade equivalente à companhia é designada "esquadrão".
O Exército Britânico dispõe de uma unidade designada "Honourable Artillery Company" que, apesar do nome, constitui um regimento e não apenas uma companhia.